# NGC 432
NGC 432 је елиптична галаксија у сазвежђу Тукан која се налази на NGC листи објеката дубоког неба.
Деклинација објекта је - 61° 31' 39" а ректасцензија 1h 11m 46,3s. Привидна величина (магнитуда) објекта NGC 432 износи 13,0 а фотографска магнитуда 14,0. NGC 432 је још познат и под ознакама ESO 113-22, PGC 4290.